# Sainte-Gemme (Indre)
Sainte-Gemme település Franciaországban, Indre megyében. Lakosainak száma 257 fő (2022. január 1.). Sainte-Gemme Arpheuilles, Buzançais, Mézières-en-Brenne, Saint-Genou, Saulnay és Vendœuvres községekkel határos.

## Népesség
A település népessége az elmúlt években az alábbi módon változott:
| Lakosok száma | 362  | 267  | 284  | 266  | 264  | 269  | 262  | 256  | 254  | 257  |
|               | 1968 | 1982 | 1990 | 2006 | 2013 | 2015 | 2017 | 2019 | 2020 | 2022 |